# Pelecopsis albifrons
Pelecopsis albifrons är en spindelart som beskrevs av Holm 1979. Pelecopsis albifrons ingår i släktet Pelecopsis och familjen täckvävarspindlar.
Artens utbredningsområde är Kenya. Inga underarter finns listade i Catalogue of Life.